# Albert Thura
Albert Lauritsen Thura (6. oktober 1700 – 10. marts 1740) var en dansk præst og litteraturhistoriker.

## Uddannelse og tidlig karriere
Albert Thura blev født i København, hvor hans fader, senere biskop, Laurids Thura (død 1731), da var præst. Da faderen fra Stiftsprovstiet i Aarhus forflyttedes til bispestolen i Ribe, havde Albert Thura den Lykke her fra 1715 at få den udmærkede filolog og skolemand Christian Falster til lærer, og det er tydeligt nok, at denne har haft en betydelig indflydelse på sin begavede og tidlig udviklede discipels studieretning, mens Albert Thura fra faderen havde arvet det poetiske anlæg, der senere satte frugt i hans litterære produktion.
1718 blev han student fra Ribe Skole og tog året efter bakkalavrgraden. Som ripenser fik han plads på Borchs Kollegium, og da det den gang og længe derefter var et krav til alumnerne, at de skulle udgive og forsvare disputatser over lærde emner, så kom Albert Thura allerede 19 år gammel ind på forfatterbanen, i det han 1719-23 udgav en række små afhandlinger af akademisk og litteraturhistorisk indhold, hvoriblandt kan fremhæves De studio philologico in Dania I-III. Med ungdommelig iver og forbavsende fid havde han nemlig kastet sig over Danmarks litteratur- og personalhistorie, så han allerede 1723 kunne udgive sit ret omfangsrige og fortjenstfulde værk Idea historiæ litterariæ Danorum, der vidner om en meget stor litteraturkundskab og har Falsters tilsvarende værk om den romerske litteratur til forbillede.

## Senere karriere og forfatterskab
Imidlertid havde han dog ikke forsømt sit embedsstudium, i det han 1722 havde taget teologisk attestats. 31. december 1723 blev han kaldet og siden af sin fader indsat til rektor ved latinskolen i Kolding, en stilling, hvori han utvivlsomt har gjort god fyldest. Endnu er et par yndige småsange, han skrev til skolens maj fester, bevaret. 1726 kaldedes han til sognepræst i Lejrskov og Jordrup, 1 1/4 mil (cirka 9.5 km) fra Kolding.
Samme år erhvervede han magistergraden ved Københavns Universitet, giftede sig og optrådte som poet med Betænkninger og Indfald paa Vers, der, da de vandt bifald, siden efterfulgtes af 150 mestendel moralske Betænkninger og Indfald paa Vers (1728), hvoraf der stadig kan udsøges stykker, der både er vel udtænkte og ret vel formede, om end forfatterens digterflugt aldrig hævede sig højt.
Under titel Epistola ad populares udgav han samme år en fortegnelse over sin store samling af akademiske småskrifter med bøn om supplementer. Omtrent samtidig med at han således gjorde almenheden bekendt med sin fremtrædende samlerevne, havde han det store uheld, at hans præstegård og dermed så godt som hele hans bogsamling (1728) gik op i luer. Men efter at have sundet sig oven på dette hårde slag, der meget anskuelig er beskrevet af ham på vers i Lejr skov Præstegaards Ildebrand (1730), tog han atter fat med sædvanlig ihærdighed. Hans Enfoldige og gudelige Tanker over Sprog af den hellige Skrift lå færdige fra hans hånd 1732, men udkom dog først 1736. Af hans store samlinger til Aalborg Stifts præstehistorie udgav han som prøve Beretning om Jerslevs Herreds Kirker (1732) og Series episcoporum, qvi dioecesi Børglumensi, hodie Aalburgensi, præfuerunt (1733). Resten forblev utrykt. Da han 1732 havde udgivet et skrift om danske kvinders litterære frembringelser (Gynæceum Daniæ litteratum), gav det anledning til en poetisk brevveksling mellem ham og Coraline (Frederik Rostgaards datter Conradine Sophie Rostgaard, enke efter Frederik von der Maase til Tybjerggård).
Det for eftertiden værdifuldeste af Thuras skrifter er Regiæ academiæ Hafnia infantia et pueritia (1734). Heri har han nemlig benyttet Jens Bircherods uddrag af den for længst tabte ældste universitetsmatrikel, og da de nævnte uddrag nu også er forsvundne, ville vi ikke uden Thuras skrift vide meget om universitets ældste historie. Et historisk arbejde om Sorø Akademi, som 1736 var færdigt fra Thuras hånd, kunne han trods alle anstrengelser ikke få nogen forlægger til, og det er desværre nu tabt. 1731 var Thura trådt i forbindelse med udgiveren af Nye Tidender om lærde og kuriøse Sager, Joachim Wielandt, hvis ugeblad han i de følgende år forsynede med en lang række antikvariske, litteratur- og personalhistoriske bidrag. Hans sidste trykte skrift er Conspectus Danorum, qvi de lingvæ Romanæ et Græcæ scriptoribus optime meruerunt (1740).
Dermed standsede hans flittige pen; thi allerede 10. marts 1740 døde han, til sorg for alle, der havde skønnet på hans fortjenstlige arbejde. Blandt hans efterladte håndskrevne samlinger fortjener særlig at nævnes hans bidrag til latinskolernes historie (Valvæ scholarum Danici regni apertæ).
Albert Thura var 2 gange gift: 1. (10. september 1726) med Jacobe Marie (død 1732), datter af Hans Pedersen, amtsforvalter på Møn, 2. (18. juni 1734) med Cathrine Margrethe, datter af biskop Matthias Anchersen i Ribe. Han efterlod 7 børn, af hvilke 2 blev præster; sønnen Christian Henrik de Thurah blev søofficer, adlet "de Thurah", stamfader til den yngre linje af slægten Thurah.